# Cryptoporus volvatus
Cryptoporus volvatus es un hongo poliporo que descompone la albura podrida de las coníferas. El hongo fue descrito originalmente por el micólogo estadounidense Charles Horton Peck en 1875 como Polyporus volvatus, Cornelius Lott Shear lo transfirió al género Cryptoporus en 1902. La especie no es comestible.
El cuerpo fructífero tiene de 2 a 6 de diámetro y es de color crema o bronceado. Las esporas son de color rosado.